# Dinamo Suchum
Der FK Dinamo Suchum (russisch ФК Динамо Сухум) ist ein Fußballverein aus der abchasischen Hauptstadt Suchum.

## Geschichte
Der FK Dinamo Suchum wurde 1927 (nach anderen Angaben 1936) gegründet. Zunächst spielte man nur in niedrigen Ligen, nach dem Zweiten Weltkrieg spielte man kurzfristig von 1961 bis 1962 zweitklassig und trat 1961 kurzzeitig als Riza Suchum an, wurde jedoch kurz darauf wieder in Dinamo Suchum umbenannt. Nach einer Ligareform spielte der Club anschließend lange Zeit in der Wtoraja Liga, der dritthöchsten Liga der Sowjetunion.
Dinamo Suchum war während dieser Zeit Ausbildungsstätte oder Zwischenstation zahlreicher prominenter sowjetischer Fußballspieler, darunter etwa Nikita Simonjan, Walter Sanaja, Georgi Grammatikopulo, Juri Wardimiadi, Wladimir Marganija, Nijasbei Dsjapschipa oder Awtandil Gogoberidse. Die meisten Talente konnte man jedoch nicht längerfristig halten und verlor diese meist nach einigen Jahren an größere Vereine, insbesondere an Dinamo Tiflis.
Ein großer Erfolg gelang, als man beim sowjetischen Fußballpokal 1987/88 als Drittligist bis ins Achtelfinale vordringen konnte, wo man letztlich Metalist Charkow mit 5:1 unterlag. Zuvor hatte man aber unter anderem den Erstligisten Dinamo Minsk ausschalten können.
1989 erreichte man schließlich den Aufstieg in die Perwaja Liga, die zweithöchste Liga der Sowjetunion.
Als sich Georgien 1990 für unabhängig erklärte und eine eigene Fußballliga gründete, weigerte sich Dinamo Suchum in der neuen georgischen Liga anzutreten und verblieb stattdessen im sowjetischen Fußballsystem. Die letzten beiden Spielzeiten verbrachte man also in der zweiten sowjetischen Liga und konnte eine relativ konstant spielende Mannschaft aufbauen. Die Saison 1991 beendete man auf Platz 10 von 22, der Zuschauerschnitt lag bei Heimspielen bei etwa 4.500.
1991 löste sich die Sowjetunion jedoch endgültig auf und es kam zum Bürgerkrieg in Abchasien. Der Spielbetrieb konnte unter diesen Bedingungen vorerst kaum fortgesetzt werden. Fast die gesamte Mannschaft verließ auf Grund des Bürgerkriegs den Verein, darunter Ruslan Adschindschal, Tamasi Jenik, Lew Beresner, Gennadi Timofejew, Daur Achwlediani, Roman Chagba und Dschemal Gubas.
Als sich die Lage in Abchasien beruhigte und das Land nun de facto unabhängig war, wurde ab 1994 schließlich wieder ein regelmäßiger Spielbetrieb aufgebaut. Noch im selben Jahr wurde erstmals die abchasische Fußballmeisterschaft ausgetragen, deren erster Meister der FK Dinamo Suchum wurde. Trotzdem zerfiel der Verein daraufhin langsam aber sicher endgültig und ab Anfang der 2000er-Jahre trat man nicht mehr in der abchasischen Liga an. Dinamo Suchum bemühte sich mehrfach um die Zulassung für die Russische Amateur-Fußballliga.
2010 wurde auf Betreiben des abchasischen Präsidenten Sergei Bagapsch eine neue Mannschaft für den Club zusammengestellt und kurzzeitig der ehemalige sowjetische Nationalspieler Oleg Dolmatow als Trainer engagiert. Seitdem spielt Dinamo Suchum wieder in der abchasischen Fußballmeisterschaft.
Ein Meistertitel konnte seitdem jedoch nicht errungen werden, 2011 erreichte man Platz 3 in der Liga, 2012 Platz 4.

## FC Dinamo Sochumi
Neben dem FK Dinamo Suchum gibt es mit dem FC Dinamo Sochumi einen weiteren Fußballverein der sich in der Tradition des ehemaligen, sowjetischen Fußballvereins sieht. Der FC Dinamo Sochumi ist ein Exilverein mit Sitz in Tiflis, der von aus Abchasien vertriebenen Georgiern gegründet wurde.

## Ehemalige Spieler
| - / Daur Achwlediani - / Beslan Adschindschal - / Ruslan Adschindschal - / Rafael Ampar - Georgi Antadse - / Sergei Arutjunjan - Gurgen Benidse - / Lew Beresner - / Anri Bestajew - Gennadi Bondarenko - / Gennadi Bondaruk - / Robert Bostandschjan - / Roman Chagba | - / Boris Dobaschin - Nijasbei Dsjapschipa - / Rewas Dsodsuaschwili - / Otari Gabelia - Awtandil Gogoberidse - Georgi Grammatikopulo - / Gela Inalischwili - Artschil Jerkmaischwili - / Temur Kezbaia - / Ansor Koblew - Irakli Kortua - Wladimir Marganija | - / Sergei Owtschinnikow - / Rawil Sabitow - Walter Sanaja - / Surab Sotkilawa - / Nikita Simonjan - / Tamasi Jenik - Wladimir Tarba - / Said Tarba - Astamur Tarba - / Gennadi Timofejew - Juri Wardimiadi - / Achrik Zweiba |